# Metroid (computerspelserie)
De Metroid-serie (Japans: メトロイド Romaji: Metoroido) is een serie in de genres shoot 'em up, platformspellen en avonturenspellen met Samus Aran in de hoofdrol. Samen met het spel Castlevania: Symphony of the Night ontwikkelde het zich tot het Metroidvania-genre.
De serie is een creatie van Gunpei Yokoi en is verschenen op het merendeel aan Nintendo-systemen, beginnend bij Metroid op de NES, en vele vervolgen op de Game Boy, SNES, Game Boy Advance, GameCube, Nintendo DS, 3DS en de Wii. Er is nooit een Metroid uitgekomen voor de Nintendo 64, Game Boy Color, Virtual Boy en Wii U.

## Overzicht

### Samus Aran
De heldin van de serie is Samus Aran, een vrouwelijke menselijke premiejager. Geboren op de kolonieplaneet K-2L, verloor ze haar ouders op driejarige leeftijd door een aanval van de Space Pirates. Ze overleefde zelf de aanval en werd gevonden en opgevoed op de planeet Zebes door leden van het Chozo-ras.

### Spelmechaniek
De eerste Metroid-game was een groot labyrint bestaande uit meerdere aaneengesloten ondergrondse gebieden, dat de speler moest zien te ontrafelen. Cruciaal hierin waren de minibazen en krachtvoorwerpen. De minibazen Kraid en Ridley moesten in hun schuilplaatsen worden verslagen waarna de brug naar het laatste gebied Tourian werd geopend. De verschillende krachtvoorwerpen gaven Samus Aran nieuwe wapens en vaardigheden die gebruikt konden worden om gebieden veiliger te kunnen doorkruisen. Kenmerkend is vooral de 'Morph Ball', toen nog Maru Mari geheten die Samus zichzelf laat oprollen tot een kleine bal met een doorsnede van ongeveer een meter. Andere voorwerpen zijn onder meer de Ice Beam, Varia Suit en Screw Attack.
Pas in Super Metroid werd dit spelmechaniek zodanig aangepast dat het een blauwdruk vormde voor verdere delen. De wapens en vaardigheden die krachtvoorwerpen verleenden, namen sleutelrollen in doordat bepaalde gebieden waren afgeschermd met hun functie. Hoewel dit al sporadisch gebruikt werd in Metroid, was Super Metroid de eerste die het hele spel afhankelijk maakte van het juist toepassen van wapens en vaardigheden.
Indirect leverde dit bij fanatieke spelers een nieuwe uitdaging op, waarbij de spellen worden uitgespeeld met zo min mogelijk verzamelde krachtvoorwerpen in zo min mogelijk tijd. Deze zogenaamde Speed Runs en Percentage Runs worden veelal verzameld en uitgewisseld en gaan gepaard met het gebruiken en misbruiken van fouten in het spel. In meerdere gevallen zijn deze trucs naderhand door de ontwikkelaars van vooral de tweedimensionale episodes in opvolgende delen ingebouwd als volledig functionele vaardigheid. Deze wisselwerking tussen spelers en ontwikkelaars heeft bijgedragen aan de complexiteit en diepgang van de spellenreeks.
Ook hebben de ontwikkelaars twee keer uitdagingen voor deze fanatici ingebouwd. De eerste keer in Metroid Fusion (betreffende het gebruik van de techniek Shine Sparking) en de tweede keer in Metroid: Zero Mission, waarbij het uitspelen van het spel met het minimale aantal krachtvoorwerpen een extra einde vrij speelde.

## Spellen in de serie
| Naam spel                       | Datum van uitgave | Platform         | Ontwikkelaar                 | Chronologische verhaallijn |
| ------------------------------- | ----------------- | ---------------- | ---------------------------- | -------------------------- |
| Metroid                         | 15 januari 1986   | NES              | Nintendo R&D1                | 1                          |
| Metroid II: Return of Samus     | 21 mei 1992       | Game Boy         | Nintendo R&D1                | 7                          |
| Super Metroid                   | 28 juli 1994      | SNES             | Nintendo R&D1                | 8                          |
| Metroid Fusion                  | 22 november 2002  | Game Boy Advance | Nintendo R&D1                | 10                         |
| Metroid Prime                   | 21 maart 2003     | GameCube         | Retro Studios                | 2                          |
| Metroid: Zero Mission           | 8 april 2004      | Game Boy Advance | Nintendo R&D1                | 1                          |
| Metroid Prime 2: Echoes         | 26 november 2004  | GameCube         | Retro Studios                | 4                          |
| Metroid Prime Hunters           | 5 mei 2006        | Nintendo DS      | Nintendo Software Technology | 3                          |
| Metroid Prime Pinball           | 21 juni 2007      | Nintendo DS      | Fuse Games                   |                            |
| Metroid Prime 3: Corruption     | 26 oktober 2007   | Wii              | Retro Studios                | 5                          |
| Metroid Prime Trilogy           | 4 september 2009  | Wii              | Retro Studios                |                            |
| Metroid: Other M                | 31 augustus 2010  | Wii              | Nintendo & Team Ninja        | 9                          |
| Metroid Prime: Federation Force | 19 augustus 2016  | Nintendo 3DS     | Next Level Games             | 6                          |
| Metroid: Samus Returns          | 17 september 2017 | Nintendo 3DS     | MercurySteam                 | 7                          |
| Metroid Dread                   | 8 oktober 2021    | Switch           | MercurySteam                 | 11                         |
| Metroid Prime Remastered        | 8 februari 2023   | Switch           | Retro Studios                | 2                          |
| Metroid Prime 4: Beyond         | verwacht: 2025    |                  | Retro Studios                |                            |

## Stripboeken
- Metroid
- Super Metroid
- Metroid Prime